# Kanton Tulle
 Tulle  is een kanton van het Franse departement Corrèze. Het kanton maakt deel uit van het arrondissement   Tulle .  

Het telt 14.705 inwoners in 2018.

Het kanton werd gevormd ingevolge het decreet van 24  februari 2014 met uitwerking op 22 maart 2015.

## Gemeenten
Het kanton Tulle omvat uitsluitend de gemeente Tulle.